# 布萊恩 (印第安納州)
布萊恩（英語：Blaine）是位於美國印地安納州傑伊縣的一個非建制地區。該地的面積和人口皆未知。